# Kundur
Kundur o la Isla de Kundur (en indonesio: Pulau Kundur) es una isla que está incluida en el archipiélago de Riau, y que forma parte de la Provincia de las Islas Riau al oeste del país asiático de Indonesia. Se encuentra al sur del vecino país de Singapur y  de las islas de Karimun y Buru, al este de Pulau Mendol y Pulau Rangsang y al norte de Sumatra.